# Tučňák žlutooký
Tučňák žlutooký (Megadyptes antipodes), v maorštině známý jako „hoiho“, je druh tučňáka, který se endemitně vyskytuje pouze na Novém Zélandu (vedle novozélandské pevniny obývá hlavně subantarktické ostrovy jako jsou Aucklandovy nebo Campbellovy ostrovy). Na hlavě má světle žlutý pás, který se táhne od jednoho oka přes zadní část hlavy, až k druhému oku na druhé straně hlavy. Duhovky jsou oranžovo-žluté. Podle této výrazně žluté barvy je pojmenován „žlutooký“. Dosahuje výšky 56–79 cm a váží 3–8,9 kg.
Podobně, jako většina ostatních tučňáků, tento druh je převážně rybožravý. K hnízdění si vybírá strmé svahy u pobřeží porostlé hustou vegetací. Převážně monogamní páry hnízdí samostatně nebo ve velmi malých koloniích. Samice snáší obvykle dvě vejce do vyhloubené nory nebo jen upravené prohlubně. Inkubační doba trvá 39–51 dnů a sedí obě pohlaví. Mláďata se líhnou téměř současně a prvních 21–25 dnů jsou nepřetržitě s rodiči. Posléze se ukrývají v hnízdech, nebo utváří skupinky o třech až sedmi vrstevnících. K plnému opeření dochází zhruba ve věku tří měsíců a tehdy kolonii opouští. Pohlavně vyzrálá jsou ve 2–4 letech.
Jedná se o jediného žijícího zástupce rodu Megadyptes. První popis tučňáků pochází z pera francouzských mořeplavců a přírodovědců Jacquese Bernarda Hombrona a Honorého Jacquinota z roku 1841. Tučňák žlutooký patří mezi velmi ohrožené druhy ptáků, a to nejenom kvůli velmi nízké a kolísavé populaci (cca 4 000 přeživších jedinců / podle IUCN 2020 už pouze 2 600–3 000 dospělých tučňáků), ale také kvůli geograficky omezenému výskytu kolonií. Jakákoli mimořádná událost proto může ohrozit budoucnost druhu v přirozeném prostředí. Podle hodnocení novozélandského Ministerstva památkové péče čelí druh vysokému riziku vyhynutí v krátkodobém horizontu.

## Taxonomie

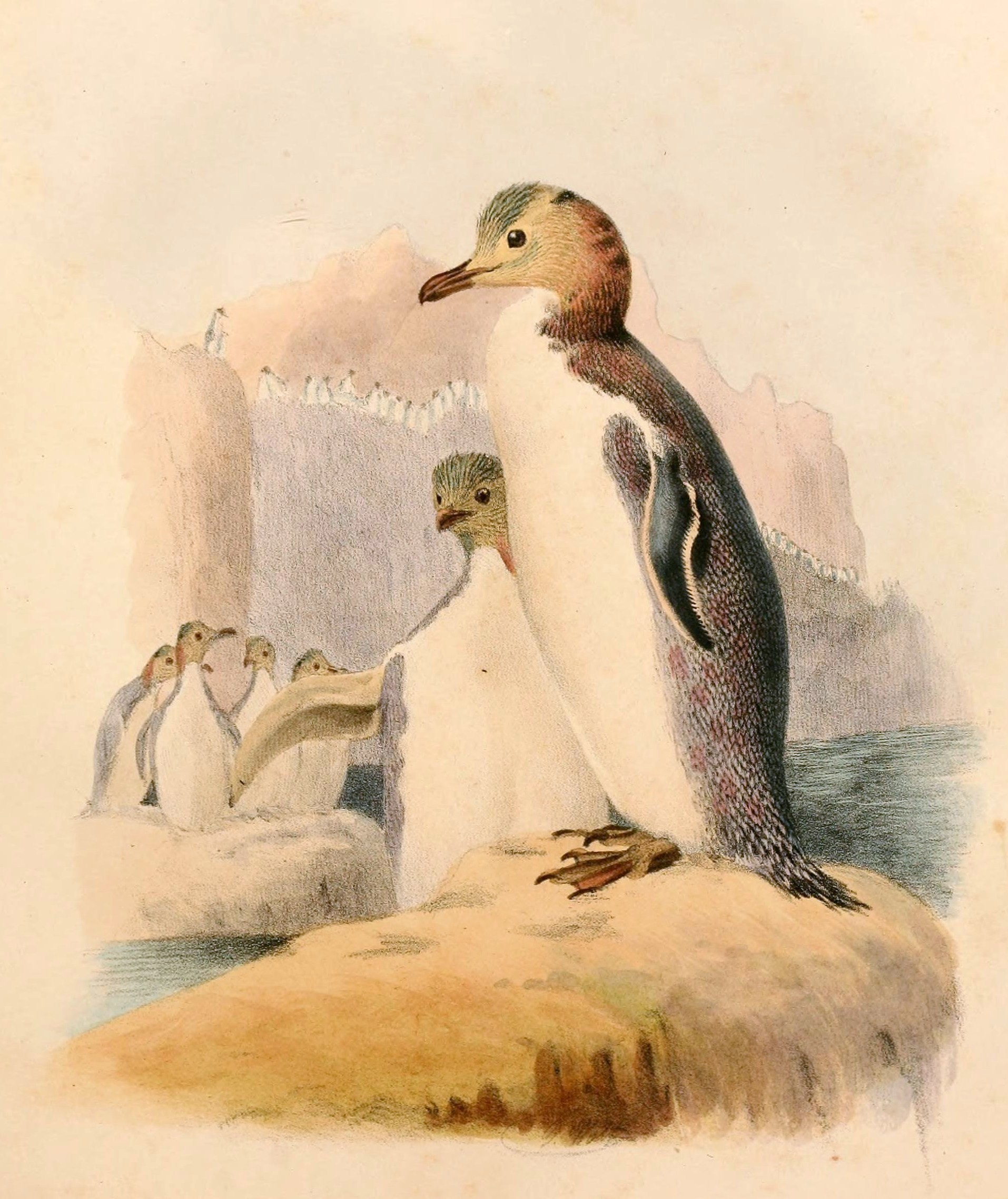
Ručně kolorovaná litografie tučňáka žlutookého (Joseph Wolf, 1844)

Druh byl objeven na Aucklandových ostrovech roku 1840 během expedice, které velel francouzský mořeplavec kapitán Jules Dumont d'Urville. První popis druhu byl proveden na základě shromážděných vzorků o rok později (v roce 1841) zásluhou francouzských mořeplavců a přírodovědců Jacquese Bernarda Hombrona a Honorého Jacquinota, kteří druh pojmenovali jako Catarrhactes antipodes (dnes Megadyptes antipodes). Druh byl poprvé představen v tehdejším francouzském vědeckém časopise Annales des Sciences Naturelles, publikovaném v Paříži. Nicméně průzkumná výprava přírodovědce Dr. Silase Holmese, taktéž v roce 1840, získala exempláře tučňáka žlutookého pravděpodobně jako první, ale Holmes nestihl zveřejnit zprávy o objevu dříve než za osm let, kvůli čemuž byl předstižen.
Tučňák žlutooký je jediný žijící druh z rodu Megadyptes. Menší zástupce tohoto rodu Megadyptes waitaha (hodnocený spíše jako poddruh M. a. waitaha) z Nového Zélandu, který byl náhodně objeven při zkoumání kosterních pozůstatků mezi lety 2005 až 2007 a popsán v roce 2008, vyhynul již někdy mezi lety 1250–1500 n. l. Za vyhynutí tohoto druhu může s největší pravděpodobností lovecká aktivita a mohutné odlesňování, když ostrovy asi od roku 1250 obývali Polynésané (později známi jako Maorové). Kdysi si tito tučňáci přirozeně konkurovali, ale vymizení jednoho druhu způsobilo, že tučňák žlutooký mohl na tuto situaci zareagovat a pozvolna obsadit novozélandskou pevninu. Původně totiž žil tučňák žlutooký převážně na blízkých subantarktických ostrovech. Na Jižní ostrov se dostal poprvé před asi 200–500 lety. Pozůstatky dalšího nedávno objeveného a vyhynulého poddruhu M. a. richdalei z Chathamských ostrovů byly popsány v roce 2019.
Dříve byl tučňák žlutooký považován za blízce příbuzného tučňákovi nejmenšímu (Eudyptula minor), ale molekulární výzkum provedený roku 2006 ukázal, že je blízce příbuzný tučňákům z rodu Eudyptes, od kterého se podle mitochondriální a jaderné DNA oddělil asi před 15 miliony lety.

### Poddruhy
K roku 2021 nebyly zjištěny žádné žijící poddruhy, jedná se tedy o monotypický taxon. Jsou však známy a uznávány vyhynulé poddruhy (2019); již zmínění M. a. richdalei z Chathamských ostrovů a M. a. waitaha z Nového Zélandu.

### Nomenklatura
Binomické jméno Megadyptes antipodes v překladu znamená „velký potápěč jižní země“ (mega = „velký“, dyptes = „potápěč“, antipodes = „jižní země“). Vědecká jména jsou obvykle odvozena od výrazného rozlišovacího znaku – žlutého pásku na hlavě a žlutě zbarvených duhovek (česky tučňák žlutooký, polsky pingwin żółtooki, anglicky yellow-eyed penguin, německy gelbaugenpinguin, apod.). V maorštině, oficiálním novozélandském jazyce, je nazýván hoiho, hoihoi, takaraka, tavora či korara.

## Výskyt
Tučňák žlutooký je endemit Nového Zélandu. Obývá jeho jihovýchodní část, přilehlé poloostrovy a ostrovy – převážně poloostrov Otago, Stewartův ostrov, Aucklandovy ostrovy a Campbellovy ostrovy. Kolonie se nacházejí na svazích blízko pobřeží, v místech s hustou vegetací, v nadmořské výšce 0–100 metrů. Některé sahají až k pobřežním lesům a jsou velmi dobře ukryté. 
V mimohnízdním období obvykle nemigruje daleko a zdržuje se ve vodách poblíž svých hnízdišť. Většina nedospělých (do 4 let věku) však chovné oblasti opouštějí, ale neexistují údaje o jejich přesném výskytu. Předpokládá se však, že táhnou směrem na sever, někdy až k novozélandským regionům Severního ostrova jako je Taranaki a Bay of Plenty.

## Popis

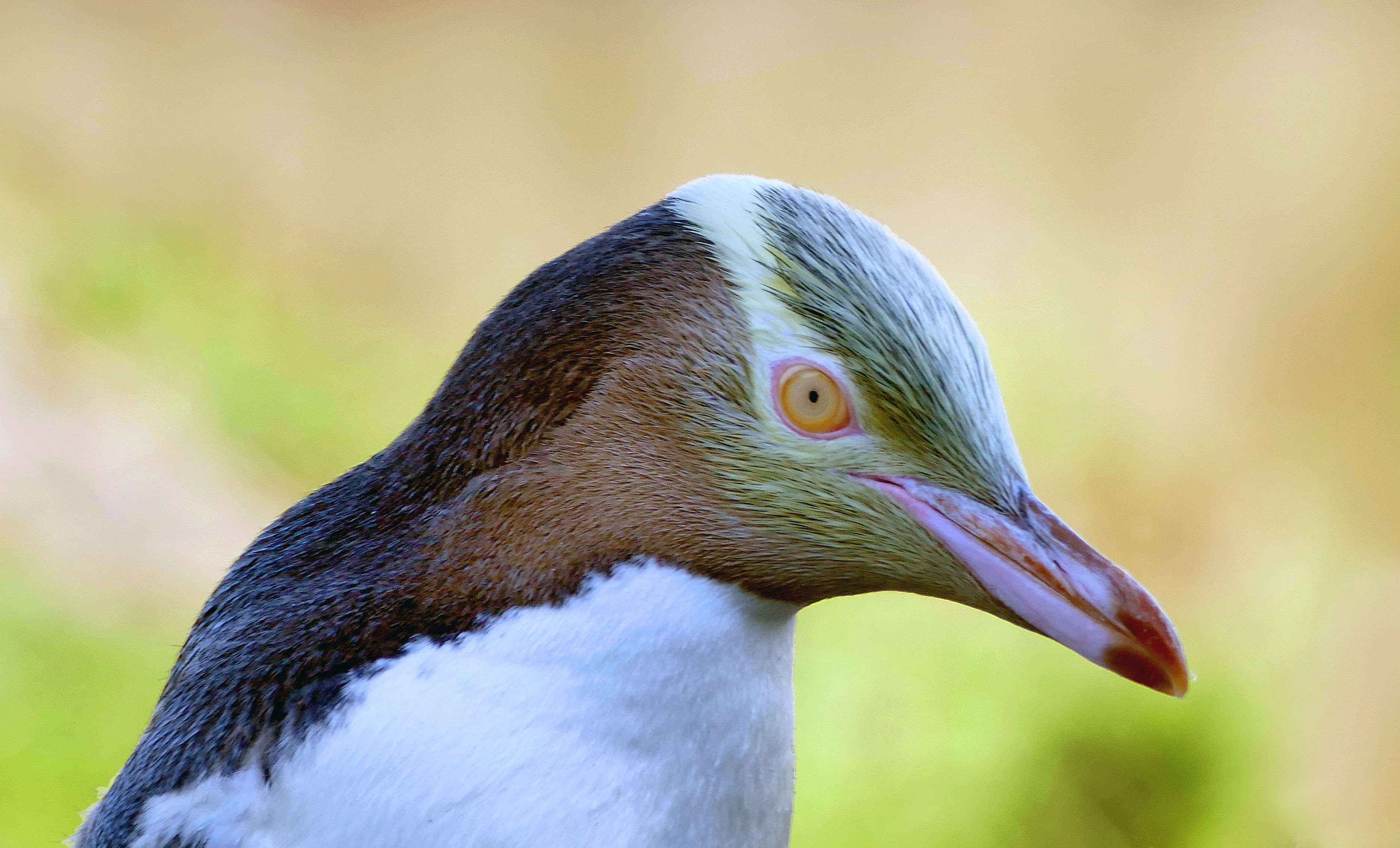
Detail hlavy tučňáka žlutookého

Patří mezi větší druhy tučňáků – je to největší druh, který žije mimo Antarktidu (největší žijící druh z Antarktidy tučňák císařský dosahuje délky těla okolo 120 cm a hmotnosti cca 40 kg). Tučňák žlutooký dosahuje výšky 56–79 cm (průměrně 65–70 cm), přičemž samci bývají o něco vyšší než samice (zbarvení mají stejné). Hlava samce od konce zobáku po zadní část hlavy měří na délku 143,5 mm (± 2 mm), samice 137,1 mm (± 3mm). Dosahuje hmotnosti kolem 3–8,9 kg (váha samce je obvykle větší než samice). Hmotnost kolísá v závislosti na ročním období a na činnosti, kterou vykonávají. V období rozmnožování pečují o mláďata a střídavě hladoví, ještě více hladoví během přepeřování. Těsně před přepeřením dosahují hmotnosti nejvyšší, po přepeření naopak nejnižší a často až kritické (dlouze hladoví, kvůli čemuž slabší nebo málo nasycení jedinci mohou být velmi zranitelní – viz přepeřování).
Tučňák žlutooký se do značné míry liší od ostatních druhů tučňáků a je relativně dobře rozpoznatelný. Odlišný je i jeho hlasový projev. Hlas má povětšinou tichý, avšak při námluvách ovládá několik hlasitých zvuků, včetně trylkování, ostrých pronikavých výkřiků a vrčení. Kontaktní volání se projevuje dvěma pronikavými dvojslabičnými tóny.
Na hlavě má světle žlutý pás, který se táhne mezi očima v zadní části hlavy. Duhovky jsou oranžovo-žluté. Zbytek peří na hlavě, bradě, tvářích, na zádech, vrchní straně ocasu a na vnější straně křídel je šedo-olivově-černé. Zobák je dlouhý a úzký, světle růžový s červenohnědě zbarvenou špičkou na konci. Spodní část ocasu a křídel je břidlicově modrá, prsa a břicho bílé. Nohy jsou svrchu růžové, chodidla tmavší až černá.
Mláďata jsou zprvu šedo-hnědá a v konečné fázi opeření olivově šedá. Nedospělý – pohlavně nevyzrálý – jedinec se liší především neúplným, nebo nejasně zbarveným páskem na hlavě a šedýma očima. Plně se vybarví až ve stáří 14–18 měsíců.

## Smysly
Zrak: Nejdůležitějším smyslem pod vodou i na souši je zrak. Tučňáci vidí pod vodou velmi jasně, což jim dobře slouží při hledání potravy a včasné detekci predátorů. Vidění je barevné a citlivější na modré, zelené a fialové světlo.
Sluch: Sluch je také dobře vyvinut a je důležitý pro příjem vnitrodruhové i mezidruhové komunikace.
Čich: Vzhledem k velikosti čichového lalůčku v mozku je možně, že se při vyhledávaní potravy částečně orientují i čichem.
Chuť: Předpokládá se, že chuť je postradatelný smysl. Pokrokový molekulární výzkum prozradil, že tučňáci postrádají tři chuťové receptory (nevnímají chuť sladkou, hořkou nebo umami) a rozeznají pouze slanou a kyselou chuť.

## Biologie a ekologie
Tučňáci žlutoocí jsou poměrně plaší ptáci, kteří se kontaktu s lidmi ale i s jedinci stejného druhu spíše vyhýbají. Ptáci bez potomků hřadují svévolně u vody a drží se v uctivé vzdálenosti od chovných párů. Tučňáci stráví většinu svého života v blízkosti svých hnízdišť. Přesné hnízdní místo se může rok od roku lišit, ale obvykle se bude jednat o tutéž lokaci. Téměř veškerý svůj volný čas věnují očistě svého peří a nanášení mazlavého sekretu z pod ocasu. Řádně promaštěné peří je klíčové pro dostatečnou tepelnou izolaci a voděodolnost.

### Přizpůsobení k pobytu pod vodou
Tučňák žlutooký, podobně jako další zástupci tučňáků, je dokonale přizpůsoben k pobytu pod vodou. Jeho válcovité tělo připomínající ponorku doslova kopíruje vodní vlnu; začíná malým úzkým zobákem, pokračuje širokou hlavou, užším krkem, silným tělem a končí s vodorovně nataženýma nohama a zúženým malým ocasem. Ve vodě se tak může pohybovat bez velkého odporu a dosáhnout poměrně velkých rychlostí. Kosti nemá vyplněné vzduchem, tzv. pneumatizované jako mají ptáci schopní letu, ale má je vyplněné dření, kvůli čemuž jsou mnohem těžší a tím vhodnější k potápění. Objemová hmotnost tučňáka jen jen o málo lehčí než objemová hmotnost vody. Tlaku vzdoruje mimo jiné díky masivní hrudní kosti. Kromě toho má oproti létajícím ptákům velmi ohebnou páteř – kloubní plochy krční i hrudní páteře umožňují rychlé a prudké obraty. Křídla jsou velmi široká a zploštělá, pevná i elastická. Nohy jsou vysunuty dozadu a kolena neohebná, slouží pouze ke kormidlování (jeden z důvodů, proč se tučňáci na souši kolébají a jsou vcelku neohrabaní). Silně vyvinuté má rovněž podkožní svalstvo, nejsilnější jsou svaly pohybující předními končetinami. Peří je husté, krátké a překrývající se jako střešní tašky – s minimálním odporem taktéž vhodné k potápění. Proti chladu ho kromě peří chrání silná vrstva podkožního tuku (u antarktických druhů je masivnější). Další anatomickou zvláštností je specifická ústní dutina; jazyk a patro jsou hustě pokryté rohovitými bradavkami, které zabraňují vysmeknutí hladké kořisti (jakou jsou třeba ryby). Jícen i žaludek jsou roztažitelné a prostorné. Tučňák tak může polykat i poměrně velkou kořist (činí tak hned poté, co kořist uloví – tzn. pod vodou).

### Potrava

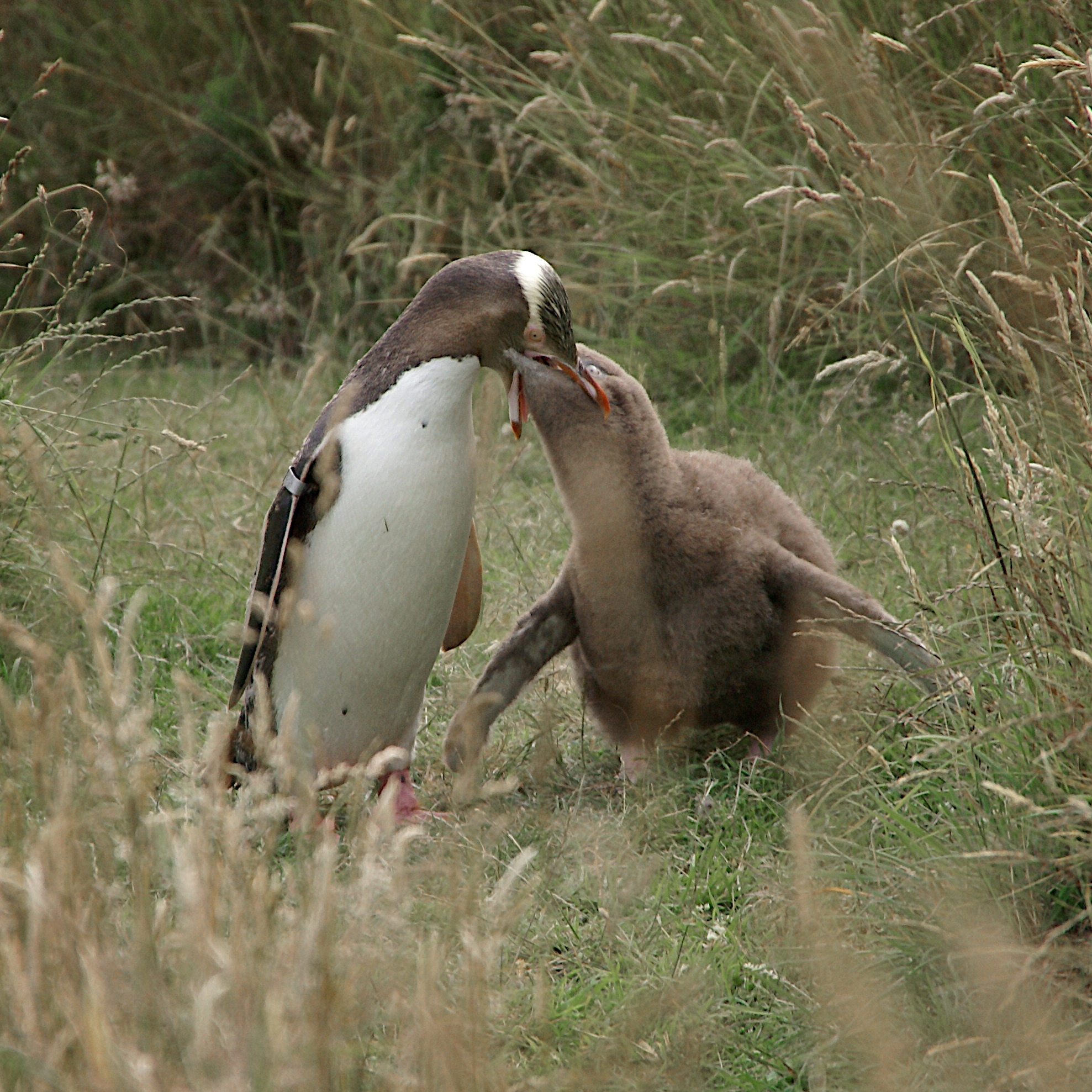
Dospělý jedinec krmící své odrostlejší mládě

Tučňák žlutooký je především rybožravý, ale charakteristické složení potravy je dáno preferencí jednotlivých populací (i jedinců samotných), regionální dostupností nebo reakcí na případné sezónní změny. Rozdíly ve složení stravy, tělesné hmotnosti tučňáků i velikosti kořisti jsou napříč populacemi běžné a korigují úspěšnost v období rozmnožování. To značí, jak je tučňák žlutooký náchylný na výkyvy, resp. na klesající početnost hlavní kořisti.
Ryby mohou tvořit 90 až 97 % potravy – loví např. druhy jako jsou plošec tajemný (Hemerocoetes monopterygius), morida červenavá (Pseudophycis bachus), písečník novozélandský (Parapercis colias), morida skvrnitá (Auchenoceros punctatus), stříbrnice novozélandská (Argentina elongata) a různé zástupce šprotů (např. šprota novozélandského), mihuli vakovitou (Geotria australis) a vzácně také pamakrelu jižní (Thyrsites atun), přičemž dospělci těchto ryb tučňáky příležitostně poraní. Zbývajících 3–10 % pak tvoří různí hlavonožci (zmocnit se dokáží i malých krakatic), případně kril druhu Nyctiphanes australis. Lišit se může strava juvenilních jedinců. Ti vyhledávají měkkýše o něco častěji (obzvláště krakatice Nototodarus sloanii a chobotnice Octopus maorum), neboť tvoří až 20 % (případně možná až 49 %) potravy. Ulovená kořist mívá rozměry od 2 do 50 cm, obecně dosahuje délky pod 25 cm, v průměru mezi 5 až 17 cm.
Dvouletá kvantitativní studie publikovaná v roce 1989 zjistila, že v jídelníčku tučňáků žlutookých se objevilo celkem 26 druhů kořisti. Ryby tvořily 91 % kořisti. V žaludcích tučňáků byli nejčastěji nalezeni šproti (70 % případů), morida červená (49 %) či plošec tajemný (42 %). Další významnou potravou, především však pro mladé jedince, byly krakatice (46 %). Téměř veškerá ulovená kořist nebyla delší než 20 cm.

### Chování při lovu

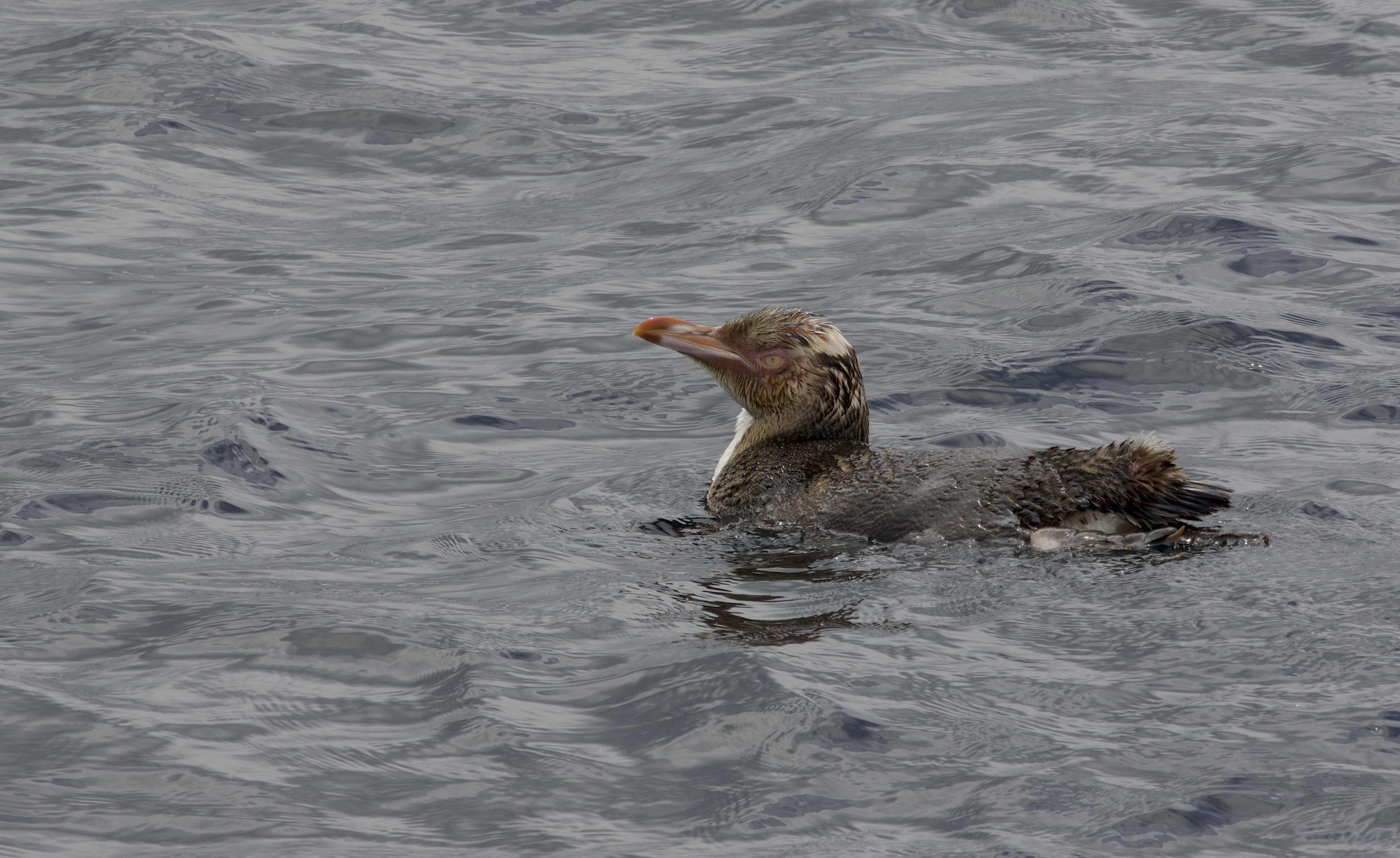
Tučňák žlutooký ve vodě

Obsah žaludku dospělého jedince, který se vrátí z lovu na souš, odpovídá asi 6 % tělesné váhy, což je zhruba 300 g potravy. Najednou však dokáže ulovit až 800 g potravy. Jeden tah za potravou trvá obvykle 14 hodin. Jedinec, který se v době sezení na vejcích a výchovy mláďat stará o potravu, může prodloužit dobu lovu na cca 21 hodin až týden (obvykle 2–3 dny). Jindy, pokud to jde, se ke svým mláďatům vrací denně (podniká kratší večerní výlety, během nichž je zřídkakdy pryč déle než čtyři hodiny a nepohybuje se dále než 7 km od hnízdiště). Z novější studie publikované v roce 2020 odborníci zjistili, že v období rozmnožování loví potravu mezi 6:00 a 21:00 hodinou (v 90 % případů z téměř 80 000 zaznamenaných ponorů) a Intenzita potápění vrcholí v 7:00 hodin ráno a zůstane konstantní až do 19:00 hodiny večerní. Časový interval, po který loví potravu, klesá nebo roste podle toho, jaké podmínky má k dispozici (resp. jaká je potravní dostupnost).
Na rozdíl od některých jiných druhů tučňáků, kteří se vydávají za potravou ve skupinách, tučňáci žlutoocí jsou osamělí lovci. Potápí se průměrně asi 200krát denně (bylo však zaznamenáno i 603 ponorů za den), jeden ponor trvá zhruba 2–4 minuty a pohybují se v hloubkách obvykle od 20 do 80 metrů (též se uvádí rozmezí např. 30 až 60 m). Často se nacházejí v blízkosti mořského dna (v období rozmnožování až v 94 % případů, během mimo hnízdního období provádějí bentické ponory ze 70 %). V případě potřeby se umí potopit do hloubky větší než 100 metrů (byli zaznamenáni v hloubkách 128 m, 150 m i 160 m), pokud se mořské dno nachází hlouběji, respektive když se nacházejí dále od břehu. Záznamy také pochází z případů, kdy byli tučňáci uloveni v rybářských sítích v 50 až 150m hloubce. Za potravou míří obvykle za rozbřesku a na břeh se vrací při setmění. Od pobřeží se zřídkakdy vzdalují na více než 20 km – téměř vždy se nachází v dosahu pevninského šelfu, přičemž střední vzdálenost činí 13 km, maximální asi 60 km (případně i více, zejména během mimo hnízdního období). Plavou průměrnou rychlostí 6 km/h, ale při rychlém výpadu během lovu nebo při útěku před predátorem dokáží podobně jako jiní tučňáci na krátkou dobu zrychlit až na c. 20 km/h. Na to, do jaké hloubky se tučňáci potápějí a jakým způsobem vykonávají samotné lovecké výpravy, může mít vliv hojnost potravy, nebo třeba to, na jakou kořist se tučňáci zaměřují.

#### Příklady z vybraných studií
Studie publikovaná v roce 1990 zjistila, že v době inkubačního období byla hloubka ponoru 19–56 m s průměrem 43 metrů. Samec a samice se potápěli stejně. Zdržovali se nejdále 7 až 13 km od hnízdiště.
Podle studie z roku 1995 se tučňáci z Long Pointu (poloostrov Otago) vzdáleni méně než 2 kilometry od pobřeží potápěli do hloubky 30–60 metrů, ptáci vzdáleni 6–17 km do hloubky 90 metrů a jedinci zatoulaní až 30 km daleko se ukázali v hloubce 100–120 metrů.
Jiná studie publikovaná v roce 1999 ukázala, že ptáci hnízdící v oblasti Boulder Beach (poloostrov Otago) vyhledávali potravu na místech vzdálených 15 až 34 km od pevniny. Během inkubace se pak pohybovali ve vzdálenosti 10–45 km a maximálně i 57 km od břehu, a dostávali se až za kontinentální šelf. Během chovných sezón v letech 1990 až 1994 bylo až 50 % výprav za potravou vzdálených méně než 13 km od pevniny, 38 % v rozmezí 13–26 km od břehu a jen 12 % tučňáku se vydalo na delší cestu. Plavali rychlostí 5–7 km/h a potápěli se obvykle do hloubky 40–80 metrů, v níž setrvali 2–4 minuty.
Další studie publikovaná v roce 2014 zjistila, že jedinci ze Stewartova ostrova (z oblasti národního parku Rakiura, Port Pegasus a Pikihatiti) strávili 55 % času v hloubce větší než 3 m. Potápěli se průměrně do hloubky 61 m (± 6,1 m) a ponořeni byli po dobu okolo 2 minut. Vzdálení byli zhruba 10 km od pevniny.
Studie publikovaná v roce 2020 ukazuje, že v období rozmnožování se tučňáci lovící jižně od poloostrova Otago dostávají 5–30 km daleko od břehu a pohybují se v hloubkách pod 80 metrů.

### Rozmnožování, dožití

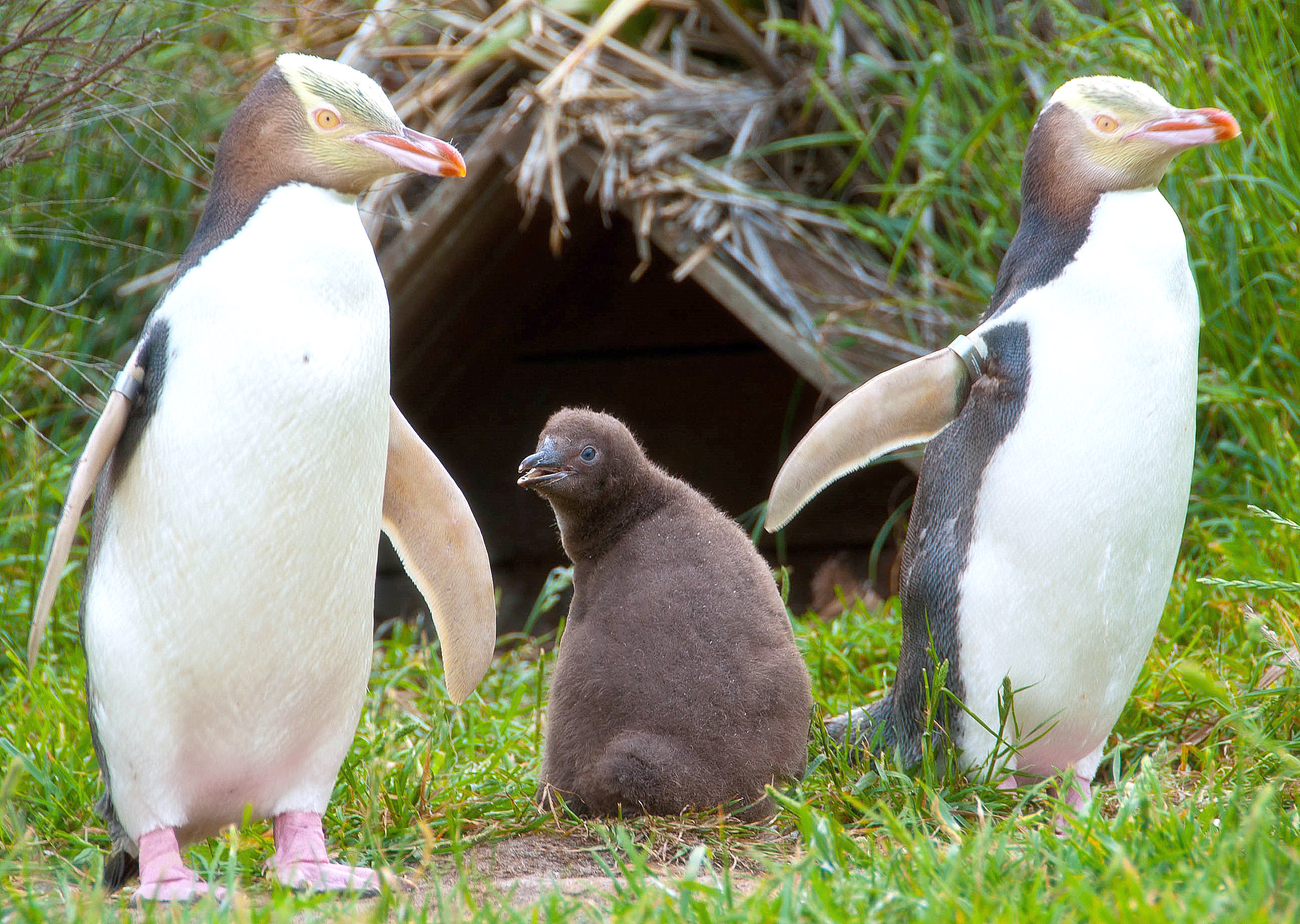
Pár tučňáka žlutookého s potomkem

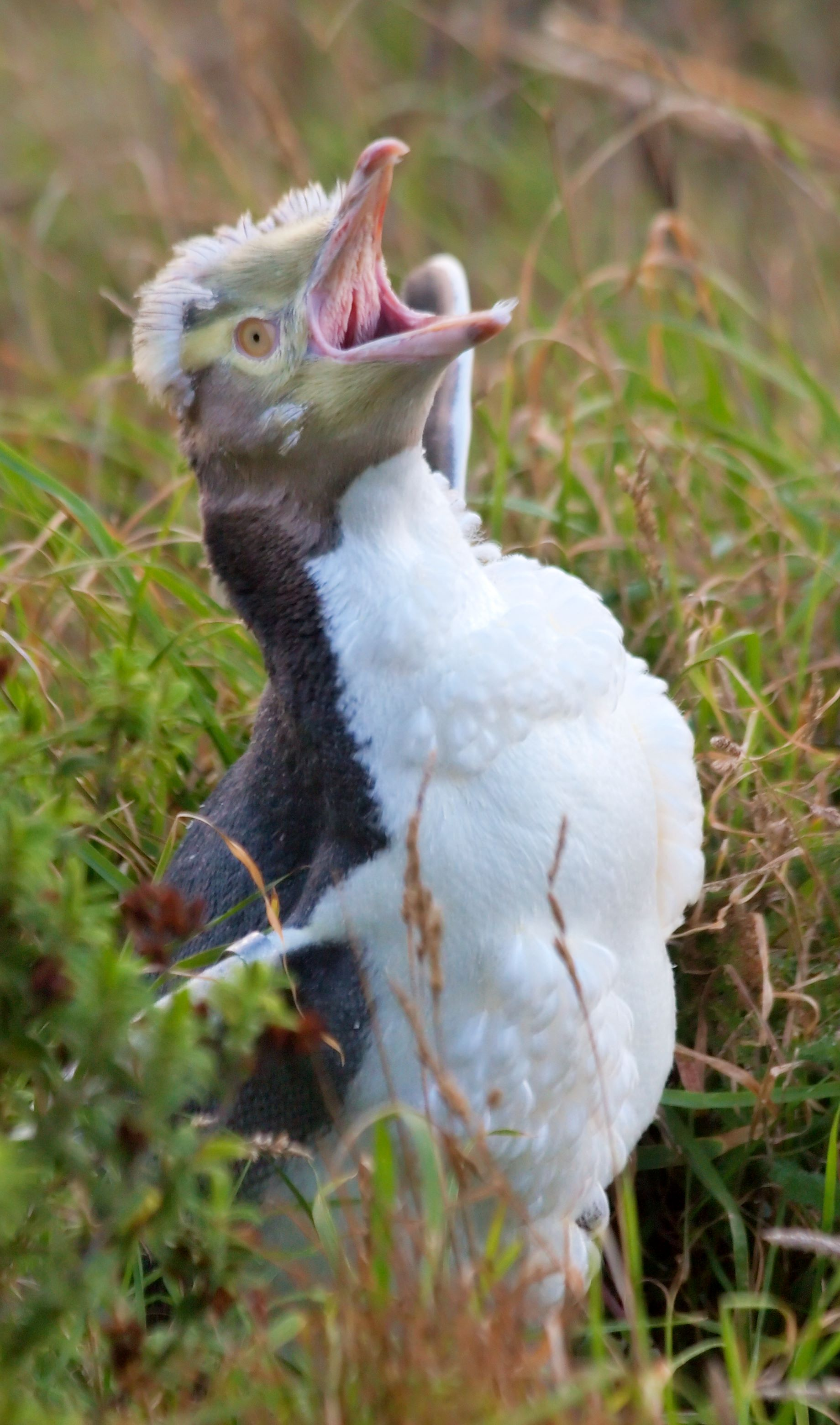
Nové peří narůstá během 2–4 týdnů a tučňáci mohou přijít až o polovinu své váhy, protože nemohou vstoupit do vody a obstarat si potravu; (více zde)

| Měsíc    | Aktivita                                                                                  |
| -------- | ----------------------------------------------------------------------------------------- |
| Leden    | chov; rodiče loví potravu společně a mláďata nechávají bez dozoru                         |
| Únor     | chov / konec chovu; mláďata získávají dospělé plně funkční peří a vstupují poprvé do vody |
| Březen   | na moři / přepeřování; vyměnit opotřebený „šat“ musí i dospělí                            |
| Duben    | na moři (v blízkosti hnízdiště)                                                           |
| Květen   | na moři (v blízkosti hnízdiště)                                                           |
| Červen   | na moři (v blízkosti hnízdiště)                                                           |
| Červenec | na moři (v blízkosti hnízdiště)                                                           |
| Srpen    | hnízdění, námluvy, páření; cca 28 týdnů trvající období rozmnožování začíná               |
| Září     | snůška, sezení; položena jsou obvykle dvě zelenobílá vejce o velikosti asi 75×55 mm       |
| Říjen    | snůška, sezení                                                                            |
| Listopad | sezení / chov                                                                             |
| Prosinec | chov                                                                                      |

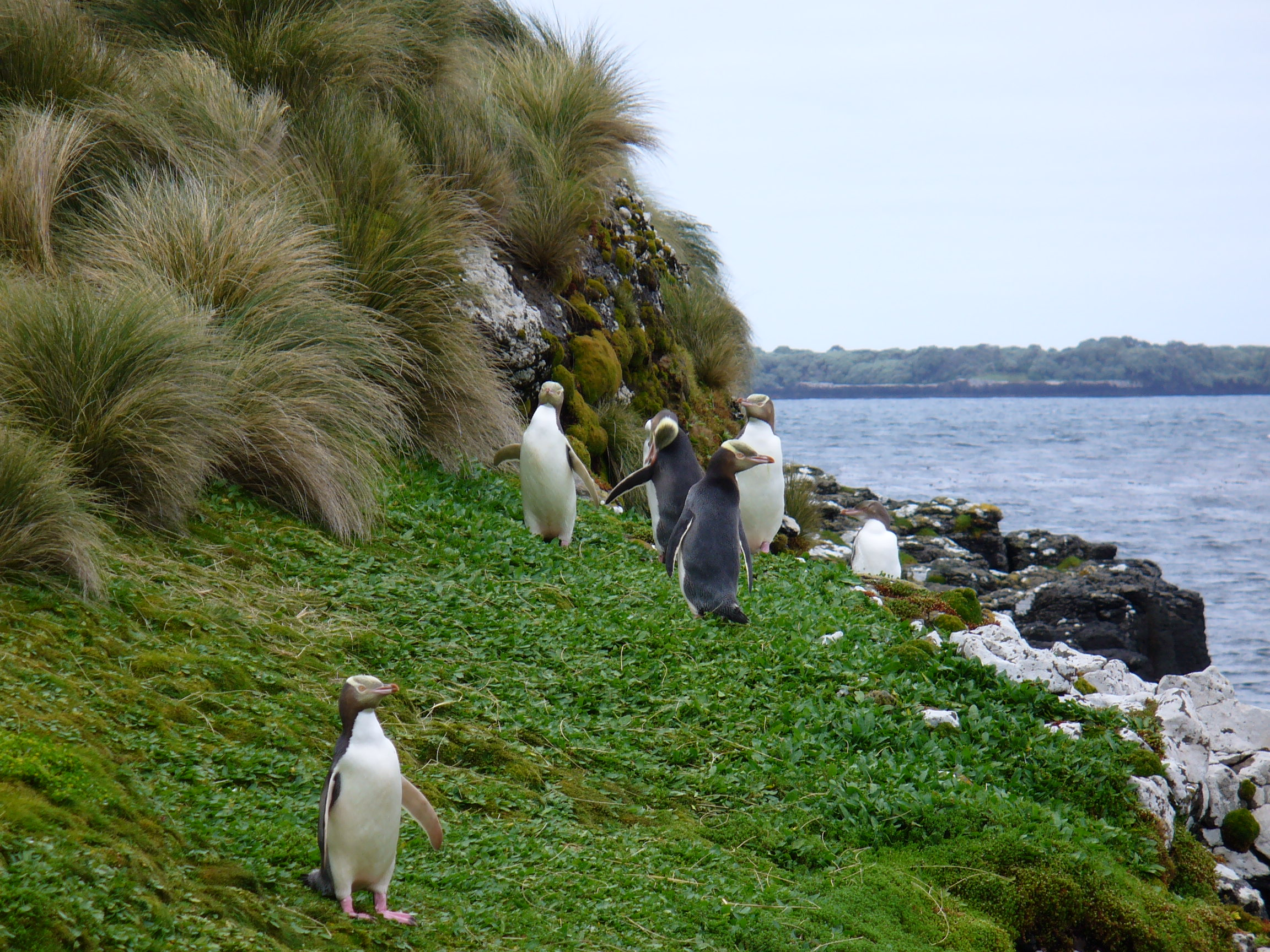
Tučňák žlutooký s oblibou hnízdí v husté a vysoké vegetaci, jako jediný z tučňáků

Rozmnožovací aktivity začínají v srpnu a jsou ukončeny v únoru až začátkem března. Tučňák žlutooký je zpravidla monogamní (ve více než 90 % případů). Z jednoho staršího průzkumu vyplynulo, že z 577 označených párů se 27 % rozpadlo po jedné sezóně, 61 % spolu hnízdilo 2–6 let a 12 % párů spolu bylo déle než 7–13 let. Vezme-li se v úvahu průměrný věk 6 let, tak trvalé páry tvoří většina hnízdících tučňáků. Samec nebo samice změní svého partnera pouze ve 14 % případů. Pár se rozpadne především proto, že jeden z partnerů zahyne. Mladší a nezkušení jedinci mohou ale tuto procentuální bilanci narušit. Věrní jsou též svým hnízdištím i hnízdům jako takovým. Z další studie v roce 2002 bylo zjištěno, že až 98 % párů hnízdilo ve stejné oblasti a prakticky na úplně stejném místě, ačkoli přesná poloha je přirozeně vždy variabilní.
Během námluv se chovají podobně jako ostatní druhy tučňáků – samci hlasitě troubí, přičemž mávají křídly a drží typické extatické postoje (natažený krk se zobákem směrem k obloze apod.). Samice si své partnery vybírají i podle kvality opeření a jeho zbarvení. Zkušení a úspěšní (v chovu i v lovu potravy), tedy dostatečně staří a zdraví samci mívají pestřejší (sytější) zbarvení. Páry hnízdí samostatně nebo ve velmi malých koloniích. K hnízdění si obvykle vybírají strmé svahy u pobřeží v nadmořské výšce 0–100 metrů, které jsou porostlé vysokou trávou či křovím (obvykle se jedná o zeleň zastoupenou lenovníkem novozélandským nebo rostlinou Lupinus arboreus z rodu lupina), ale také pastviny nebo nedaleké pobřežní lesy. Vzhledem k tomu se hnízda nacházejí nejdále v okruhu 100 až 250 metrů od břehu a vzdálená jsou 10 až 30 metrů od sebe. Výjimečně hnízdí i dále, byla nalezena hnízda ležící až jeden kilometr ve vnitrozemí.
Jednoduché hnízdo si obyčejně staví pod kořeny, pod padlým kmenem, kusem klády, pod křovím nebo uprostřed vegetace. Případně si vyhrabávají nory, které mohou být až dva metry dlouhé a ptáci do nich nosí listí, trávu a větvičky. Protože jsou jednotlivá hnízda dostatečně vzdálená od ostatních, nechová se samec při hnízdění nikterak agresivně. Jedině z počátku rozmnožování, než samice snese vejce, se při hájení svého území vykazuje teritoriálním chováním. Pakliže dojde ke konfrontaci se sokem, zaujme obranný postoj, při kterém natáhne krk a zobák do popředí. Jiným postojem zase upozorňuje soka neustálým otáčením hlavy ze strany na stranu, přičemž bedlivě sleduje jeho pohyb. Peří se při takovém vzrušení načechrává, především pak na temeni hlavy. Dojde-li k útoku, ohání se svým silným zobákem a pomáhá si také křídly. Poté, co samice snese vejce, pár se soustředí výhradně na péči o ně.
V průběhu září až října samice snese obvykle dvě vejce do vyhloubené nory, nebo jen upravené prohlubně. Mladší asi dvouleté samice snášejí pouze jedno vejce, které je často neplodné (mívá nižší hmotnost a užší tvar). Samice tříleté a starší snášejí jediné vejce už pouze v jednom ze sta případů. Časový rozestup mezi dvěma snesenými vejci je tří až pětidenní. Vejce váží 133–138 gramů a jsou obě podobně velká (přibližně 75,5 mm na délku a 57 mm na šířku). Vejce jsou nejméně dimorfní mezi tučňáky vůbec, což naznačuje, že ve srovnání s jinými druhy (např. z rodu Eudyptes) se tučňáci žlutoocí snaží úspěšně vychovat každého potomka. Za tím pravděpodobně stojí stálá hladina hormonu prolaktinu, zatímco u jiných druhů hladina tohoto hormonu klesá nebo roste v různých fázích chovného cyklu.
Vejce jsou oválná a skořápka má hladký a matný povrch. Krátce po snesení jsou namodralá nebo nazelenalá, ale v průběhu příštích 24 až 36 hodin zbělají. Inkubační doba trvá 38–54 dní (v průměru 43 dní) a plnohodnotně sedět začnou až po snesení druhého vejce (celkem neobvyklé rozpětí způsobené právě opožděným „úplným sezením“). Délka inkubace se snižuje s rostoucím věkem samic. Samec se samicí se při sezení střídá zhruba každý druhý den a tak hladoví poměrně krátce (jeden se krmí v moři a druhý sedí na vejcích a střeží je). Samci mají tendenci sedět častěji než samice.
Během šesti sezón na poloostrově Otago se tučňáci úspěšně vylíhli v 81–87 % případů. Podobně i z jiné studie vyplynulo, že v nerušených koloniích se mláďata vylíhnou v 85 % případů. Mláďata se líhnou téměř současně, obě do 24 hodin. Po vylíhnutí jsou slepá a váží zhruba 108 gramů. Brzy nato jsou obrostlá hustým prachovým peřím, které ještě nemá hydroizolační vlastnosti. Prvních minimálně 21–25 dnů, někdy též až 42 dnů, je alespoň jeden z rodičů s mláďaty nepřetržitě. Ptáčata o potravu typicky hlasitě žadoní. Rodiče je krmí vyvrženou stravou způsobem „ze zobáku do zobáku“. Posléze osamocená mláďata se buďto ukrývají v hnízdech, nebo utváří skupinky o 3–7 (případně až 12) vrstevnících. Většina mláďat se však nepohybuje dále než 10 metrů od hnízda a zřídkakdy se vydají prozkoumávat okolí. Rodiče se vrací v odpoledních hodinách anebo v podvečer a mladé nakrmí. Pokud je potravy dostatek, může potomky vychovat jen jeden z rodičů. V případě úmrtí jednoho z páru tak není osud mláďat zpečetěn, jakož bývá pravidlem u jiných druhů tučňáků. V opačném případě, je-li potravy nedostatek, mláďata rostou pomalu a dosahují malých hmotností. Zpravidla tak uhynou ještě před posledním opeřením, po kterém už by se dokázala sama nakrmit v moři. Mláďata jsou kompletně opeřená – mají plně funkční „šat“ – zhruba ve stáří tří měsíců (60–120 dnů) a zcela samostatná kolonii opustí. Od dospělých se ale stále liší, teprve až v jednom roce života jsou plně vybarvená a mají typický žlutý pásek na hlavě. Pohlavně vyzrálá jsou ve 2–4 letech, samci případně až v 5 letech (obecně ve 2–3 letech samice, 3–4 letech samci). Mladí ptáci, kteří hnízdí poprvé, mají tendenci být neplodní a někdy mají nevyzpytatelné (nepravidelné či zmatečné) reprodukční chování. Mortalita mláďat je poměrně vysoka. Údaje z let 1981–2003 ukázaly, že jen 18,8 až 20,8 % se jich dožilo dospělosti, zatímco v letech 1936–1954 se dospělosti dožilo 32 % mláďat (konkrétní důvod není znám).
Tučňák žlutooký se může dožít více než 25 let, avšak průměrný věk dožití samce je 8,6 let, u samice to je 8 let. Ze zkoumání více než 200 jedinců z poloostrova Otago v roce 2013 vyplynulo, že nejstaršímu samci bylo 22 let, nejstarší samici 24 let. Český zoolog Zdeněk Veselovský ve své starší publikaci z roku 1984 uvádí podobný průměrný věk, a sice 6–7 let (téměř 7 let pro samce a 6 let pro samici). Veselovský nicméně dodává, že se setkal i s jedinci starými 18 a více let, kteří pravidelně a úspěšně hnízdili. Z předešlých údajů je patrné, že samec se dožívá obvykle vyššího věku než samice. Úmrtnost dospělců je obecně nízká (každoročně jich umírá méně než 15 %), ale analýza populační životaschopnosti z roku 1997 ukázala, že i nepatrné zvýšení úmrtnosti dospělých tučňáků žlutookých může pravděpodobně vést k vyhynutí.

### Přepeřování
Dospělí shodí a vymění své peří jednou ročně, zpravidla v únoru až březnu, obvykle po období rozmnožování. Před procesem se po vyčerpávajícím chovu vykrmí na moři, kde stráví až jeden měsíc. Během přepeřování, které může trvat až čtyři týdny, nemohou totiž lovit potravu ani plavat a jsou tak velmi zranitelní. Ztrácejí při tom přes 40 % své původní hmotnosti.

### Přirození a invazní nepřátelé
Mezi hlavní predátory tučňáka žlutookého patří invazní druhy, a to především lasice, fretky, prasata divoká, krysy či divocí psi a  případně kočky (ačkoli podle Yellow-eyed Penguin Trust neexistuje přímý důkaz predace ze strany koček). Přestože jsou hnízda tučňáků dobře skryta před létajícími dravci v hustém porostu (např. před racky nebo chaluhami), pro pozemní predátory není problém tučňáky nalézt a okradnout je o vejce nebo usmrtit narozená mláďata. Mláďata jsou nejčastěji zabita mezi 5. až 20. dnem po vylíhnutí, ale zůstávají zranitelná až do 50 dnů po vylíhnutí. V lidmi obnovených oblastech (opět dostatečně zarostlých; viz Ochrana) odborníci evidují vyšší úspěšnost odchovu. Divocí psi či kočky dokázali zlikvidovat údajně až 90 % mláďat v jedné kolonii. Výzkum z let 1995–2003 zjistil, že nejběžnějším predátorem byl pes. V průběhu pelichání dospělých, během kterého se nacházejí na souši a nemohou utéct do vody, jsou také známy útoky psů, při nichž byli tučňáci velmi těžce zraněni.
Na moři bývají tučňáci žlutoocí terčem pro pamakrely jižní (Thyrsites atun), které do značné míry ovlivňují jejich přeživší populaci. Pamakrely dokáží smrtelně poranit hlavně mladé nezkušené tučňáky, když jim nechtěně zkříží cestu. Příležitostně tučňáky loví i žraloci, kosatky dravé a vzácně i potulní tuleni leopardí. Na Novém Zélandu a blízkých ostrovech jsou tučňáci ohrožováni i lachtany novozélandskými, se kterými jsou v období hnízdění v těsném kontaktu. Lachtan novozélandský patří mezi nejohroženější druhy lachtanů, takže je z jedné strany dobrá zpráva, pokud se populace zotavuje nebo mírně rozrůstá. Na druhou stranu ohrožuje, nebo spíše v budoucnu může ohrozit nevelkou populaci tučňáka žlutookého. Není sice pro lachtana typickou potravou, ale uloven občas je (ročně tito ploutvonožci ukořistí 20 až 30 tučňáků). Lachtani se snadno zmocní především nezkušených juvenilních jedinců. Zvýšená predace lachtanů se může očekávat v případě, že nebude dostatek dalších potravních zdrojů (ryb, korýšů).

### Nemoci a paraziti
Tučňák žlutooký může být hostitelem hlístic, motolic nebo kokcidií, a trpět na různá infekční onemocnění; např. na aspergilózu, ptačí malárii či difterii.

## Ohrožení

### Nemoci
Populaci tučňáka žlutookého v posledních letech postihla řada infekčních chorob. Na Novém Zélandu zahynula v létě 1989–1990 polovina místních chovných párů kvůli nespecifikované nemoci, ale pravděpodobně také na nedostatek potravy. V roce 2001 uhynulo několik mláďat z oblasti Otaga na ptačí malárii. V témže regionu uhynulo 50–60 % mláďat také v letech 2002 až 2003: u postižených jedinců byla prokázána infekce způsobená bakteriemi rodu Corynebacterium (Corynebacterium amycolatum), které u lidí vyvolávají záškrt. Později byla nemoc popsána jako záškrtová stomatitida. Spíše se však jednalo o sekundární infekci a primární patogen tak zůstává neznámý. V ústní dutině tučňáků se tvoří bakteriální plak, který je následně vdechován a způsobuje aspirační pneumonii, potenciálně smrtelné onemocnění. Podobný problém postihl i populaci na Stewartově ostrově, kdy mezi lety 2003–2009 z ne zcela známého důvodu uhynulo 70 % mláďat. Krevní vzorky prozradily, že za jejich úmrtí mohl „ptačí záškrt“ nebo parazit z rodu Leucocytozoon (onemocnění podobné ptačí malárii, který způsobuje anémii a slabost). Otázkou je, zda tučňáci nejprve hladověli a pak oslabeni snáze onemocněli, nebo nejprve onemocněli a až teprve poté hladověli. Difterie totiž způsobuje lézi uvnitř jejich zobáku, kvůli které nejsou schopni polykat potravu. Vysokou úmrtnost měli i ti ptáci, kteří se dostali do lidské péče. V roce 2021 vyšla na stránkách Sciblogs (největší internetové síti vědců na Novém Zélandu) zpráva, že odborníci podrobně prozkoumali nasbírané vzorky postižených ptáků, seřadili jejich DNA a vytvořili rodokmen, který ukázal, jak tato bakterie souvisí s jinými druhy. Objevené kmeny patří k novému druhu v rámci skupiny bakterií Corynebacterium, které nebyly nikdy dříve známy. Spolehlivější a rychlejší identifikace nemoci pomůže ochráncům přírody zahájit včasnou léčbu a zvýšit jejich šance na přežití, případně i vyrobit vakcínu, která by je nakonec mohla zachránit před vyhynutím.
Z neznámé příčiny zahynulo na poloostrově Otago také 60–70 dospělých tučňáků v sezóně 2012/2013. V nadcházejícím období rozmnožování (2013/2014) ke zlepšení nedošlo, spousta tučňáků se nacházela ve velmi špatném stavu (zejména měli nízkou hmotnost) a byla zapotřebí jejich rehabilitace. V letech 2018/2019 uhynulo nejméně 29 tučňáků na ptačí malárii (podobně jako v roce 2001). Očekává se, že klimatické oteplení a návazně na to častější dešťové přeháňky způsobí, že se rozmnoží komáři, kvůli čemuž se může zvýšit výskyt této nemoci. Podobná hrozba na Jižním ostrově udeřila i na začátku roku 2021, kdy z nezjevné příčiny uhynulo nejméně 58 mláďat. Pozdější pitvy prokázaly, že za smrt většiny z nich mohlo těžké respirační onemocnění, které jim ničilo plíce. Virus postihoval zřejmě jen čerstvě vylíhlá mláďata. Ochránci z rehabilitačního centra Dunedin Wildlife Hospital se snažili řadu zdravých mláďat, která měla ještě velmi nízký věk a mohla být tak ohrožena na životě, přemístit a tím je izolovat od nakažených kuřat. Když už byla dostatečně velká, vraceli je zpět do hnízd.

### Predace

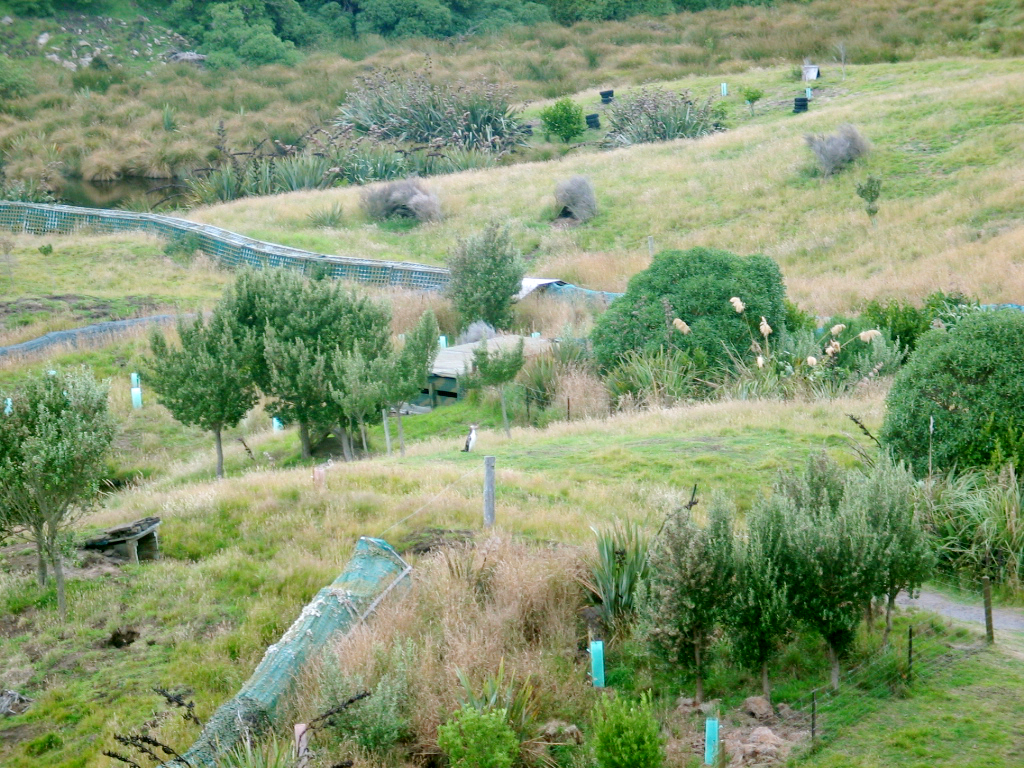
Tučňák žlutooký v lidmi přeměněné krajině

Kromě nemocí lze za největší hrozbu považovat výskyt invazních (nepůvodních) druhů živočichů, které člověk na ostrovy Nového Zélandu zavlekl, jako jsou zatoulaní psi a kočky, lasice, ale známé jsou také případy predace ze strany prasat divokých, a sice na Aucklandových ostrovech nebo na Jižním ostrově v oblasti Catlins. Tito nepůvodní predátoři zabíjejí jak dospělce, tak především bezbranná mláďata, nebo okrádají páry o jejich vejce. Dále tu jsou časté útoky pamakrel, pro které jsou sice tučňáci příliš velcí na to, aby je snědly, ale dokážou jim způsobit smrtelná poranění (více viz Přirození a invazní nepřátelé).

### Nadměrný rybolov
Nebezpečný je rovněž nekorigovaný rybolov – tučňák bývá lapen v rybářských sítích, ale především lze očekávat, že takové zásahy ovlivňují hojnost potravy. Nepřerušovaný intenzivní rybolov může výrazně snížit početnost typické mořské fauny, na kterou jsou tučňáci závislí v rámci potravního řetězce.
V letech 1979 až 1997 bylo potvrzeno celkem 72 úmrtí způsobených zachycením do sítí, nejvíce v oblasti kolem poloostrova Otago, proto byl vedlejší úlovek považován za významnou hrozbu. Mezi lety 2006 až 2009 byly zaznamenány další čtyři případy zachycených a utonuvších tučňáků. Nicméně lze očekávat, že mnoho rybářů zachycené tučňáky nenahlásí. Novozélandské ministerstvo průmyslu (Ministry for Primary Industries (MPI)) odhaduje, že každý rok zemře v rybářských sítích nejméně 44 tučňáků. Používaná zatahovací tenatová síť je vyrobená z nylonu, a protože se stahuje, ovine se těsně kolem těla, přeruší krevní oběh a uvízlý tučňák uhyne. Tučňáci žlutoocí jsou obzvláště zranitelní při nastavování sítí během dne, které se zaměřují na bentické druhy ryb. Pokud by se nastavovaly v nočních hodinách (např. od 19:00 do 7:00 hodin), kdy tučňáci nepodnikají výpravy za potravou, výrazně by se tím snížilo riziko vedlejšího úlovku. Ve dnech by se tato rybářská technika mohla použít šetrnějším způsobem tak, že by se sítě umisťovaly v hloubce 80 metů a větší, kde se tučňáci obvykle neukazují.
V letech 1995–2003 bylo podrobeno pitvě 125 tučňáků z jihovýchodního pobřeží (severní Otago, Oamaru) a zjistilo se, že hlavními příčinami úmrtí jsou hladovění, trauma a predace. V lokalitě Boulder Beach (poloostrov Otago) mláďata tučňáků dosahují nižších hmotností, pokud se sníží početnost typické kořisti – v tomto případě moridy červené. V konečném důsledku může být hmotnost klíčová a rozhoduje o tom, zda mláďata přežijí nebo ne.

### Oteplování oceánů
Podle novozélandského Ministerstva památkové péče (DOC) jsou pozorované úbytky potravních zdrojů alespoň zčásti důsledkem oteplováním oceánů. Teplota oceánu koriguje roční biomasu mnoha druhů ryb v oblasti Nového Zélandu; teplejší podmínky negativně ovlivňují tření ryb, což se podepíše na jejich výsledné populaci. Vyšší teplota oceánu mohla pravděpodobně i za úmrtí 150 nalezených dospělých tučňáků v roce 1990, nejen kvůli nedostatku potravy, ale i kvůli možnému výskytu mořských biotoxinů. Účinky globálního oteplování jsou nicméně stále zkoumány. Od roku 1980 byly zaznamenány tři po sobě jdoucí rozmnožovací období, ve kterých se tučňákům žlutookým nedařil odchov a přežilo mnohem méně dospělých než obyčejně. Příčinou většího množství úmrtí mohlo být hladovění a kromě obecné dlouhodobé změny klimatu mohl za proměnu ekosystému zřejmě i klimatický jev El Niño (konkrétně spíše protikladný La Niña). Podle organizace Yellow-eyed Penguin Trust je to jeden z faktorů, který zapříčiní úbytek potravních zdrojů. V letech 2013/2014 zahynulo z nejasných důvodů více než 60 tučňáků a za touto událostí se pravděpodobně skrývaly také účinky La Niña. Tento hydrogeografický „proces“ nastává vždy jednou za několik let a v budoucnu tak může znovu udeřit.

### Turismus
Znepokojující je rovněž cestovní ruch, kvůli kterému je narušován obvyklý klid a prostor při hnízdění. Tučňák žlutooký jako jedno z ikonických zvířat Nového Zélandu láká mnoho turistů. Ptáci jsou ale z přítomnosti lidí ve stresu, mláďata nepřibírají jak mají a mohou být náchylnější na různá onemocnění. Přítomnost člověka v chovných oblastech tučňáků žlutookých může způsobit, že mláďata nebudou pravidelně krmena, protože se dospělí tučňáci neodváží vstoupit na pevninu. Kromě toho přítomnost lidí nutí ptáky trávit více času ve stavu bdělosti, čímž si vyčerpávají klíčové energetické rezervy. Studie prokázala, že v narušovaných koloniích může být úspěšnost odchovu až o polovinu nižší, než je tomu v nerušených oblastech. Tučňáci žlutoocí si mohou zvyknout na krátké a konzistentní vyrušení, ale nesnáší dobře neregulované turistické návštěvy. Na místech, kde je přístup nekontrolovaný, je velmi nepravděpodobné, že by se těmto situacím tučňáci dokázali přizpůsobit. Podle studie publikované v roce 2019, která zkoumala vliv turismu a reakce či změny v chovaní ptáků způsobené přítomností většího množství lidí, je za obecně preventivní považována vzdálenost minimálně pět metrů od tučňáků, ale ta není zdaleka dostačující. Tučňáci jsou velmi citliví a člověk je dokáže rozrušit už v případě, že je od nich vzdálený na méně něž 40 metrů.

### Ztráta biotopu
V neposlední řadě člověk nadále ničí pobřežní lesy a rozpínající se lidská civilizace narušuje a omezuje jeho biotop. Z historického hlediska také právě ztrátou vhodného prostředí poklesla populace tučňáků žlutookých. Vysazení většího druhu dobytka, nebo výskyt jelenů či prasat divokých ohrožuje zejména vejce nebo vylíhlá mláďata, která bývají přinejmenším ušlapána. Menší pasoucí se zvířata, jako např. ovce, představují sice malé riziko, ale ničí zdejší vegetaci, která tučňákům poskytuje ochranu. V důsledku toho jsou nuceni hnízdit v neoptimálních stanovištích, kde jsou vystaveni většímu nebezpečí ze strany predátorů nebo meteorologickým vlivům. Jsou však schopni do určité míry se přizpůsobit i velmi modifikovanému prostředí.

### Průmyslová aktivita (lodní doprava, znečištění)
Nebezpečné by mohlo být případné znečištění oceánu, například po nehodě tankeru a zamoření oceánu ropou. Nicméně tato hrozba není považována v současné době za významnou; lodní doprava je v okolí Nového Zélandu omezená a z historického hlediska došlo jen k několika málo incidentům. Novou hrozbou by se ale mohla stát rozšířená průmyslová aktivita (těžba ropy) na Foveauxově průlivu (oblast mezi Jižním a Stewartovým ostrovem, tedy v bezprostřední blízkosti tučňáků) a následkem toho též zvýšená lodní doprava, kvůli čemuž by byla oblast Nového Zélandu vystavena většímu riziku znečištění a úniku ropy. Olej zachycený na peří snižuje jeho hydroizolační vlastnosti; tučňáci nemohou plavat obvyklou rychlostí a ulovit si tak potravu, a mohou taktéž prochladnout nebo utonout. Ve snaze si peří očistit se mohou také otrávit. K realizaci prozatím nedošlo. Kromě toho se na novozélandských plážích hromadí lidmi vyprodukovaný odpad, především plasty, o které se mohou tučňáci poranit, nebo malé části vdechnout a udusit se. Některé jedince žijící v blízkosti lidských osídleni mohou ohrozit i uvolněné toxické látky tekoucí kanalizací do zdejších řek.

## Populace a budoucnost
| Rok  | Odhadovaná populace (dospělí jedinci) | Trend     |
| ---- | ------------------------------------- | --------- |
| 2000 | 4 000                                 | neznámý   |
| 2004 | 4 840                                 | klesající |
| 2005 | 4 840                                 | klesající |
| 2007 | 4 840                                 | klesající |
| 2008 | 4 840                                 | klesající |
| 2010 | 4 800                                 | klesající |
| 2012 | 3 500–4 200                           | klesající |
| 2016 | 3 400                                 | klesající |
| 2018 | 2 528–3 480                           | klesající |
| 2020 | 2 600–3 000                           | klesající |

Tučňák žlutooký se řadí mezi velmi vzácné a ohrožené druhy ptáků (angl. Endangered, EN: čelí vysokému riziku vyhynutí v blízké budoucnosti). Nejenom kvůli velmi nízké a kolísavé populaci, ale také kvůli malé rozloze výskytu. Jakákoli mimořádná událost i menšího rozsahu (např. ropná skvrna) může mít velmi negativní dopad na tento druh. V přírodě přežívá už jen necelých 4 000 ptáků. Podle Mezinárodního svazu ochrany přírody (IUCN 2020; BirdLife International) už pouze 2 600–3 000 dospělých tučňáků. Ministerstvo památkové péče hodnotí druh jako „ohrožený“ (angl. Threatened – Nationally Endangered), což je na novozélandské stupnici předposlední stupeň nejvyššího možného ohrožení a znamená, že čelí vysokému riziku vyhynutí v krátkodobém horizontu. V roce 2019 počítalo s celkovou populací 2 000–2 500 chovných párů (4 000 až 5 000 pohlavně zralých jedinců).
Existují dvě oddělené populace mezi kterými dochází jen k minimálnímu genovému toku vzhledem k vzdálenosti mezi Jižním ostrovem Nového Zélandu a subantarktickými ostrovy a přírodní bariéře vytvářené subtropickou konvergencí:
- severní populace (tzv. pevninská populace): Jižní ostrov (region Otago, poloostrov Banks, oblast Catlins, aj.) a Stewartův ostrov (národní park Rakiura a přilehlé ostrovy);
- jižní populace: subantarktické Aucklandovy a Campbellovy ostrovy.

### Severní populace
Na Novém Zélandu došlo mezi lety 2000 až 2020 k výraznému poklesu populace a byly zaznamenány extrémní meziroční výkyvy v průběhu posledních cirka 30 let (v letech 1990 až 2020). Výzkumem z roku 2012 bylo zjištěno, že na novozélandské pevnině a Stewartově ostrově přežívalo dohromady asi 600–800 chovných párů. Ovšem v roce 2019 odborníci odhadovali, že na těchto místech hnízdilo pravděpodobně už jen 265 chovných párů, zatímco v roce 1999 jich bylo asi 741, což je 65% pokles za 20 let. Jenom na poloostrově Otago se od poloviny 90. let počet jedinců snížil o 75 % a populační trend k roku 2020 naznačuje, že cca do roku 2035 až 2060 by druh mohl z těchto míst úplně vymizet, pokud člověk výrazně nezakročí. Ohrožují ho totiž nejen závažné antropogenní vlivy, ale čelí též důsledkům teplotních změn (resp. vzniklým klimatickým anomáliím) nebo vleklým infekčním chorobám.
Pokud by tučňáci skutečně vyhynuli, mělo by to velký dopad pro místní ekonomiku. Profesor Clement Tisdell z University of Queensland vypočítal, že cestovní ruch zaměřený na přírodu v oblasti Dunedinu, kde je hlavním lákadlem právě tučňák žlutooký (podle organizace Penguin Rescue dokonce hlavní turistickou atrakcí v rámci celého Jižního ostrova), přináší ekonomice oblasti více než 100 milionů dolarů ročně. Na základě těchto výpočtů by jeden pár tučňáků žlutookých mohl mít hodnotu asi 60 000 dolarů. Kromě toho jsou tučňáci důležitou součástí ekosystému.

### Jižní populace
Jižní populace je zkoumána méně častěji a o zdejším trendu se tak mnohé neví. V roce 2017 na Aucklandových ostrovech hnízdilo odhadem asi 570 (577) chovných párů (podobné číslo bylo hlášeno i v roce 1989). V roce 2020 se počítalo s podobným počtem hnízdících párů (cca 600). Z Campbellových ostrovů novější odhady nejsou známy, poslední pochází z roku 1992 (cca 400 chovných párů, dle IUCN 350–540 párů).

## Vztah k lidem

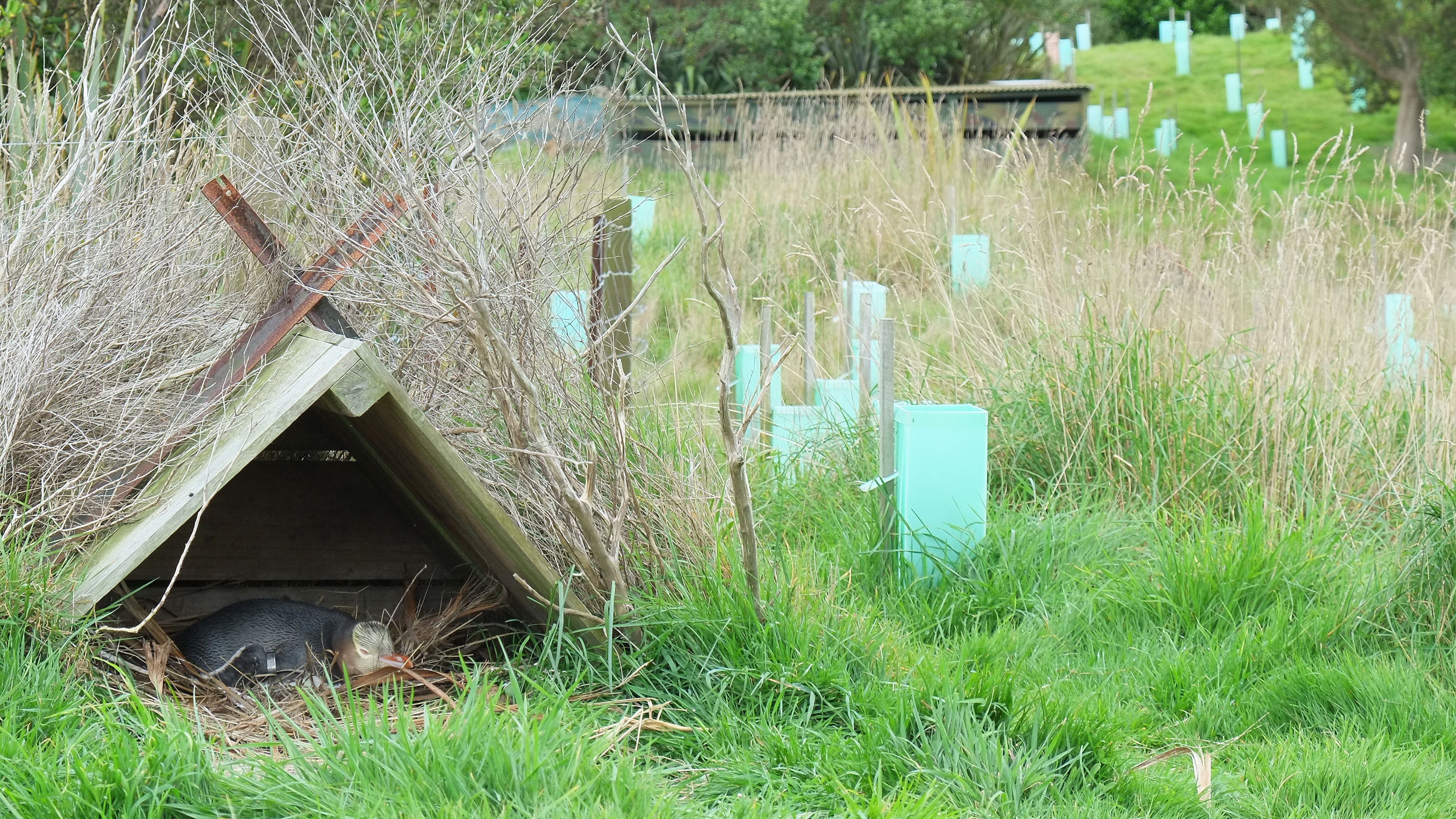
Hnízdní přístřešky pro tučňáky žlutooké

### Ochrana
V roce 1987 byl založen program Yellow-eyed Penguin Trust, který se ve spolupráci s Ministerstvem památkové péče stará o biotop tučňáka žlutookého a snaží se chránit jeho nevelkou populaci. Počátečním cílem bylo navrátit krajinu do původního stavu, v jakém byla před lidskou kolonizací. Člověk nejenom zničil oblasti klíčové pro vzácnou faunu, ale způsobil hlavně invazi nepůvodních druhů živočichů. Každý tento živočich velmi negativně ovlivnil životní prostor, čímž přitížil zdejší fauně. Díky výrazné finanční podpoře od firmy Mainland Products Ltd., která poskytovala pravidelný roční dar ve výši 75 000 dolarů, a rozsáhlé propagační kampaně v roce 1989, se o problémech na Novém Zélandu a nově vzniklém programu dozvěděla i širší veřejnost, kvůli čemuž tento program dosáhl další podpory a existuje dodnes. Automobilová firma Cooke Howlison Toyota darovala nákladní automobil s pohonem všech čtyř kol, díky čemuž se dalo snáze cestovat složitým terénem. Nevládní organizace Yellow-eyed Penguin Trust se mimo jiné zabývá osvětovou činností, financuje výzkumy, nebo se stará o hnízdiště tučňáků. V rámci péče o krajinu je každoročně zasazeno na 5 000 původních rostlin.
Mnoho lokalit bylo zabezpečeno oplocením, nebo dochází k monitoringu nepůvodních predátorů a organizují se odchyty (především lasic a koček). Místa, kde se návštěvníci chovají obzvláště nezodpovědně, jsou buď uzavřená, nebo střežená dobrovolnými dozorci. Na klíčových místech jsou lépe vyznačeny pokyny pro návštěvníky (např. i ohledně venčení psů), taková opatření se však nemohou vyrovnat přísné regulaci (např. uzavřením). Taktéž vznikla čtyři rehabilitační centra pro tučňáky (např. Penguin Rescue v Katiki Point v severním Otagu), aby se zabránilo úhynům v důsledku hladovění, zranění a jiných komplikací. V sezóně 2018/19 se v centrech dostalo do péče více než 400 tučňáků, zejména kvůli hladovění. V roce 2019 byla zahájena nová strategie obnovy a jeden pětiletý a další desetiletý akční plán. O rok dříve vznikla nová partnerství Ministerstva památkové péče s několika dalšími organizacemi. V plánech je mimo jiné zahrnuto: sčítání tučňáků a sledovaní trendu populace, ochrana biotopu (pevninského i mořského) či rehabilitace nemocných nebo ohrožených ptáků na životě.
Subantarktické Aucklandovy a Campbellovy ostrovy, kde hnízdí jižní populace tučňáků, jsou chráněny jako přírodní památka UNESCO s názvem Novozélandské subantarktické ostrovy.

#### Možný nežádoucí dopad v případě neadekvátní ochrany
Nová studie (2021) zabývající se skutečným přínosem rehabilitací, které se obecně považují za důležité a prospěšné, mimo jiné zjistila, že pro konečný kladný výsledek je zásadní kupříkladu to, v jakém okamžiku nebo z jakého důvodu ohroženým tučňákům – zejména mláďatům – ochránci přírody pomáhají. Pokud jsou drženi v zajetí příliš dlouho a je-li péče vůbec disproporční – nepřiměřená k aktuálnímu stavu ohrožení (resp. k aktuálnímu zdravotnímu stavu sledovaných ptáků), tzn. preventivní, může to mít na dotyčné jedince neblahý vliv, kvůli kterému mohou postrádat adaptivní chování (dostatečnou vlastní kondici, důležitou pro divoce žijící zvíře). Statistiky ukázaly, že mláďata, která byla z důvodu jejich nižší hmotnosti odebrána z hnízd, uměle dokrmována a poté navrácena zpět do přírody, se ve většině případů nakonec dospělosti nedožila. Naproti tomu ta mláďata, z nichž řada měla nižší hmotnost, ale byla po celou dobu ponechána v péči rodičů, mnohem častěji ano.
Statisticky účelnější je rehabilitace týkající se již dospělých tučňáků, kteří díky lidské pomoci nejen přežijí, ale mohou být též úspěšnější v dalších letech reprodukce. Zdá se tedy, že lidská péče a pobyt v rehabilitačních centrech na dospělé ptáky působí pozitivně, na rozdíl od mláďat.
Prokazatelně prospěšný je zásah člověka v případě, kdy se tučňáci nacházejí v přímém ohrožení na životě nebo není v jejich schopnostech nastalé hrozbě čelit – např. ptáci viditelně hladovějící (osiřelá mláďata), těžce zranění, nemocní nebo ptáci zasaženi ropnou skvrnou.

### Pták roku
V roce 2019 byl tučňák žlutooký zvolen ptákem roku Nového Zélandu. Šlo o vůbec prvního mořského ptáka, který byl vybrán během 14leté historie kampaně Bird of the Year na Novém Zélandu (obdoba kampaně Pták roku v rámci České republiky vyhlašované výborem České společnosti ornitologické).

### Na bankovce
Tučňák žlutooký je vyobrazen na rubové straně (reversu) novozélandské pětidolarové bankovky, čímž se dalším způsobem dostává do povědomí široké veřejnosti.